# 水野勝貞
水野 勝貞（みずの かつさだ）は、備後国福山藩の第3代藩主。水野宗家3代。第2代藩主・水野勝俊の次男。

## 経歴

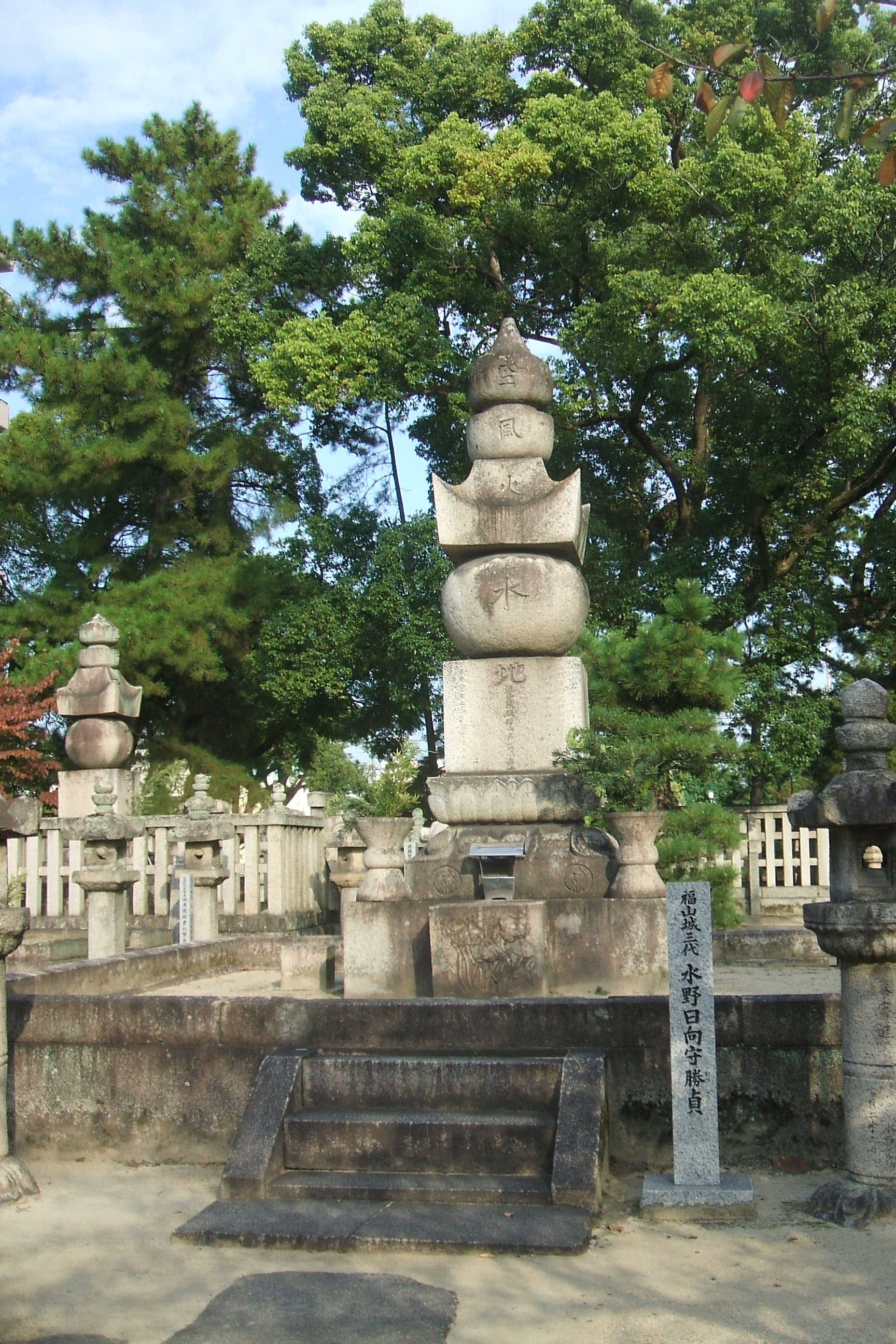
水野勝貞公墓所 （福山市若松町）

備後国鞆で、第2代藩主・勝俊の嫡男として生まれる。14歳のとき島原の乱に参戦し、帰陣後の寛永16年（1639年）に徳川家光に御目見する。翌17年（1640年）、従五位下に任官し、備後守を名乗る。承応4年（1655年）、勝俊の病死により31歳で家督を継ぐ。同年（改元され明暦元年）徳川家綱に御目見して従四位下に任官、日向守と改める。祖父・勝成の日向守に対し、「後日向守」とも呼ばれる。
勝成、勝俊に続き、主に領内の寺院を保護し、福山城下の円光寺を深津郡草戸村（現在の福山市草戸町）の古刹・常福寺に合併させ、寺名を明王院と改めた。文芸の興隆にも努め、京都から俳人野々口立圃を呼び、多くの門人を輩出させたり、城下の寺院でたびたび芝居を催したという。また、草戸稲荷神社前には遊女町を造ったといわれる。
寛文元年（1661年）に病に伏し、翌年（1662年）に江戸藩邸において38歳で死去した。
藩政においては、生え抜きの藩士を積極的に登用しているが、勝貞の死後、家老・上田玄蕃ら門閥派の巻き返しにより、勝貞に重用された猪熊三右衛門ら側近5人が殉死に追い込まれる事態となった。この御家騒動（水野家家中騒動）に家中は激しく動揺したといわれ、城下の惣堂神社が「惣堂（そうどう）→騒動」に繋がるとして延広神社に改称されたという。

## 系譜
父母
- 水野勝俊（父）
- 月岡氏 ー 側室（母）

正室
- 酒井忠勝の養女、松平康政の娘

側室
- 野瀬氏

子女
- 水野勝種（長男）生母は野瀬氏（側室）
- 鶴（長女） ー 勧修寺経敬室、生母は正室
- 与曽（次女）生母は野瀬氏（側室）